# Michał Wiśniewski
Michał Chrystian Wiśniewski (ur. 9 września 1972 w Łodzi) – polski piosenkarz, autor tekstów, aktor, przedsiębiorca, filantrop, prezenter telewizyjny i osobowość medialna.
Od 1994 wokalista i lider zespołu Ich Troje, który założył z Jackiem Łągwą. Z zespołem nagrał i wydał jedenaście albumów studyjnych: Intro (1996), ITI Cd. (1997), 3 (1999), Ad. 4 (2001), Po piąte... a niech gadają (2002), 6-ty ostatni przystanek (2004), 7 grzechów głównych (2006), Ósmy obcy pasażer (2008), Pierwiastek z dziewięciu (2017), Projekt X (2022) i Wybiła jedenasta (2025). Za albumy Ad. 4 i Po piąte... a niech gadają uzyskali certyfikat diamentowej płyty za sprzedaż w ponad półmilionowym nakładzie. Z zespołem wylansował wiele przebojów, m.in.: „Prawo”, „Ci wielcy”, „A wszystko to... (bo ciebie kocham)!”, „Powiedz”, „Zawsze z Tobą chciałbym być...”, „Razem a jednak osobno”, „Tango straconych”, „Tobą oddychać chcę”, „Keine Grenzen – Żadnych granic” czy „Babski świat”, ponadto otrzymał liczne wyróżnienia, w tym nagrodę publiczności w konkursie „Premier” podczas 38. Krajowego Festiwalu Piosenki Polskiej w Opolu, pięć Superjedynek. Zdobywcy nagrody publiczności i Grand Prix 24. Festiwalu Krajów Nadbałtyckich w 2001. Dwukrotnie reprezentował Polskę w Konkursie Piosenki Eurowizji (2003, 2006).
W latach 2000–2003 wokalista i lider zespołu Spooko, z którym nagrał i wydał dwa albumy studyjne: Spooko, to tylko płyta (2000) i Spooko, panie Wiśniewski (2003), który został sprzedany w nakładzie ponad 350 tys. egzemplarzy. W 2004–2005 wokalista i lider zespołu Red Head. W 2005 nawiązał współpracę z ukraińską drag queen Wierką Serdiuczką, z którą współpracował nad projektem Renia Pączkowska oraz nagrał i wydał album studyjny pt. 1, 2, 3... Próba mikrofonu. Działa również się jako artysta solowy, wydał cztery albumy studyjne: Sweterek część 1, czyli 13 postulatów w sprawie rzeczywistości (2012), La Revolucion (2013), Nierdzewny / Remixed (2016) i Sweterek część 2, czyli 13 postulatów w sprawie miłości (2018). Drugą płytę promował teledyskami do singli „Piosenka jak pocałunek” i „Filiżanka”, które były najczęściej oglądanymi wideoklipami w serwisie Onet.pl. Pierwszy i czwarty album solowy nagrał we współpracy z poetą i bardem Andrzejem Wawrzyniakiem.
Działalność Wiśniewskiego jest powszechnie komentowana w mediach, m.in. za sprawą skandali obyczajowych i jego kontrowersyjnego wizerunku, a także ujawniania szczegółów życia prywatnego, np. poprzez telewizyjny reality show Jestem jaki jestem, który był emitowany przez stację TVN w latach 2003–2004. Uchodzi za jednego z najbardziej charakterystycznych polskich celebrytów. W 2006 zajął pierwsze miejsce w rankingu „100 najcenniejszych gwiazd polskiego show-biznesu” sporządzonym przez magazyn „Forbes Polska”.
Był głównym bohaterem filmu dokumentalnego Gwiazdor, zagrał jedną z pierwszoplanowych ról w komedii kryminalnej Lawstorant i epizodyczną rolę w filmie Zamiana oraz wystąpił w spektaklu kabaretowym Chory na sukces. Prowadzi czynnie działalność charytatywną. Był jurorem, prowadzącym, uczestnikiem bądź bohaterem wielu telewizyjnych programów rozrywkowych oraz wziął udział w ogólnopolskich kampaniach reklamowych dla trzech dużych firm. Jest założycielem pierwszego klubu karaoke w Polsce i Polskiego Związku Pokera, którego jest prezesem, a także prowadził dom mody.

## Wczesne lata
Urodził się 9 września 1972. Jest synem Andrzeja (1947–1986) i Grażyny Wiśniewskich, która pracowała w domu opieki społecznej. Ma młodszego brata. Jego rodzice byli uzależnieni od alkoholu; rozwiedli się w 1975 i podzielili prawami do opieki nad synami – Michał zamieszkał z ojcem, który wkrótce jednak został aresztowany. Jako że jego matka straciła prawa rodzicielskie do syna, Michał trafił do Domu Dziecka w Grotnikach. Wychowywał się w kilku rodzinach zastępczych, m.in. u rodziny Sikorskich i Nowakowskich. We wrześniu 1986 po 10 latach rozłąki spotkał się z ojcem, który dzień później popełnił samobójstwo. Ojcu poświęcił tekst utworu „Tango straconych”.
Gdy miał 14 lat, wyjechał z matką (która odzyskała prawa rodzicielskie) do Niemiec. Zamieszkał w Bonn, w domu ciotki Wiesławy, siostry jego ojca, która go adoptowała, dzięki czemu Wiśniewski ma podwójne obywatelstwo. Na emigracji uczęszczał do gimnazjum i szkoły muzycznej, w której uczył się gry na fortepianie. Wkrótce znów zerwał kontakty z matką, która popadła w chorobę alkoholową. W dorosłym życiu pogodził się z nią i pomógł wyjść z uzależnienia. Wiśniewska opisała historię rodzinną w książce biograficznej Dziewczynka z kieliszkami, wydanej nakładem Skarpy Warszawskiej w 2021.
Po roku edukacji w Niemczech wrócił do Polski. Wówczas zamieszkał z ciotką ze strony ojca, po czym podjął naukę w zawodowej szkole budowlanej i dorabiał, pracując jako monter wysokościowy. Gdy miał 16 lat, zagrał Riffa Raffa w szkolnej inscenizacji musicalu The Rocky Horror Show w Niemczech. Na kolejnej emigracji pracował jako sprzedawca konfekcji męskiej w domu towarowym oraz roznosił gazety i ulotki reklamowe. Po powrocie do Polski w latach 90. pracował w hurtowni cebuli w Łodzi. Bezskutecznie próbował także wprowadzić w Polsce plastikowe karty rabatowe, po czym wraz ze wspólnikiem – Markiem Galewskim – otworzył biuro tłumaczeń i biuro pośrednictwa pracy. Kilka lat później, dzięki nawiązaniu współpracy z Instytutem Papierów Wartościowych w Monachium, wprowadził karty rabatowe dla Orbisu i Polskich Linii Lotniczych. Po jakimś czasie zrezygnował z prowadzenia firmy, powierzając biznes wspólnikowi.

## Działalność muzyczna

### Kariera z zespołem Ich Troje
Po powrocie do Polski postanowił zrealizować nagrania kilku utworów musicalowych. Nad nowymi aranżacjami piosenek początkowo współpracował z Pawłem Marciniakiem, jednak muzyk niedługo po rozpoczęciu prac wycofał się z projektu z uwagi na zobowiązania z zespołem Varius Manx. Następnie, z polecenia Marciniaka, w 1994 nawiązał kontakt z Jackiem Łągwą. Nagrali razem główne partie wokalne do musicalu Wielki testament opartego na tekstach François Villona, do którego Łągwa napisał muzykę i który był wystawiany w Teatrze Adekwatnym. W tym czasie z Łągwą otworzył w Łodzi pierwszy w Polsce klub karaoke. Zainspirowani rosnącą popularnością lokalu, założyli zespół muzyczny Ich Troje, do którego zaprosili Magdę Pokorę. Z zespołem zadebiutował singlem „Prawo”, będącym interpretacją wiersza Prawo nieurodzonych Marii Pawlikowskiej-Jasnorzewskiej. Z piosenką przez 16 tygodni utrzymywali się na pierwszym miejscu na liście Muzycznej Jedynki. Od tamtej pory nagrał i wydał z Ich Troje dziesięć albumów studyjnych: Intro (1996), ITI Cd. (1997), 3 (1999), Ad. 4 (2001), Po piąte... a niech gadają (2002), 6-ty ostatni przystanek (2004), 7 grzechów głównych (2006), Ósmy obcy pasażer (2008), Pierwiastek z dziewięciu (2017) i Projekt X (2022). Dwa wydawnictwa, Ad. 4 i Po piąte... a niech gadają, zdobyły certyfikat diamentowej płyty za sprzedaż w ponad półmilionowym nakładzie.
W 1997 po raz pierwszy wystąpił z Ich Troje na Krajowym Festiwalu Piosenki Polskiej w Opolu, biorąc udział w 34. edycji festiwalu. Od tamtej pory wielokrotnie występowali w Opolu: w 2001 za piosenkę „Powiedz” otrzymali nagrodę publiczności podczas konkursu „Premier” w ramach 38. KFPP, w 2002 odebrali cztery statuetki Superjedynek na 39. KFPP, a w 2003 – nagrodę za płytę roku na 40. KFPP. W 2019 zaśpiewali utwór „Zawsze z Tobą chciałbym być...” podczas koncertu „Nie pytaj o Polskę – #30LatWolności” na 56. KFPP.
W lipcu 2001, reprezentując Polskę, zdobyli nagrodę publiczności i Grand Prix konkursu na 24. Festiwalu Krajów Nadbałtyckich w Karlshamn. W marcu 2004 ruszyli w trasę koncertową po Niemczech z piosenkarzem Matthiasem Reimem, którego Wiśniewski poznał w 1996 podczas wspólnego koncertu w kraju. Z Ich Troje dwukrotnie reprezentował Polskę w Konkursie Piosenki Eurowizji, wygrywając krajowe eliminacje: w 2003 z utworem „Keine Grenzen – Żadnych granic” i 2006 z „Follow My Heart”. W 2003 zajęli siódme miejsce w finale 43. konkursu rozgrywanego w Rydze, zajmując drugi najlepszy wynik w historii udziału Polski w konkursie, a w 2006 – 11. miejsce w półfinale 51. konkursu w Atenach. Wiśniewski uczestniczył także w niemieckich eliminacjach do Eurowizji 2003 (jako wokalista i lider grupy Troje) oraz rozważał udział w maltańskich, ukraińskich bądź austriackich eliminacjach do 50. Konkursu Piosenki Eurowizji w 2005. W kolejnych latach wypowiadał się w mediach jako ekspert bądź komentator konkursu. W 2006 i 2007 odbył z Ich Troje trasę koncertową po USA i Kanadzie, obejmującą po kilkadziesiąt koncertów.
W 2014 koncert Ich Troje pt. „Domówka” był transmitowany na żywo przez oficjalny kanał na YouTube. W sierpniu 2022 na Festiwalu Weselnych Przebojów 2022 w Mrągowie zagrał jubileuszowy koncert z okazji 25-lecia istnienia Ich Troje.

### Inne projekty zespołowe
Wiosną 1999 rozpoczął pracę przy projekcie Spooko, którego został wokalistą. 14 lutego 2000 wydał album pt. Spooko, to tylko płyta, na którym umieścił utwory Matthiasa Reima w polskim przekładzie. Płytę promował teledyskami do singli „Walczyk bujaj się” i „Ja chcę”. Z pierwszym singlem dotarł na szczyt wielu list przebojów w Polsce. Mimo to sam album rozszedł się w nakładzie zaledwie 11 tys. egzemplarzy. W 2003 wydał album pt. Spooko, panie Wiśniewski, który był sprzedawany za 5 zł jako dodatek do dziennika „Fakt”. Mimo sprzedaży wydawnictwa w nakładzie ponad 350 tys. egzemplarzy, ZPAV odmówił przyznania albumowi certyfikatu diamentowej płyty, ponieważ potraktował go jako dodatek do dziennika. 15 lutego 2004 w hali Arena w Poznaniu Wiśniewski miał zagrać jedyny koncert promujący album, ale odwołał go z powodu „braku czasu i sił”.
Pod koniec 2004 założył zespół Red Head, w którym śpiewał z czterema wokalistkami lubelskiego zespołu Matka. W styczniu 2005 zapowiedział wydanie debiutanckiego albumu zespołu, na którym miały znaleźć się covery utworów wykonawców, takich jak Rosenstolz, Nena i Die Prinzen. Płytę zapowiadał piosenkami: „Być pięknym” (polska wersja „Schön sein” z repertuaru Die Toten Hosen) i „Jutro będzie lepszy dzień” (polska wersja utworu Joe Dassina). Na płycie miała gościnnie zaśpiewać m.in. Wiktoria Katajew, która występowała jako chórzystka na koncertach Ich Troje. Album miał ukazać się pod koniec maja, następnie jego premierę przesunięto o miesiąc. Album jednak nigdy się nie ukazał.
W 2005 nawiązał współpracę z Wierką Serdiuczką, z którą współpracował nad projektem Renia Pączkowska i wydał album studyjny pt. 1, 2, 3... Próba mikrofonu. Płyta nie osiągnęła sukcesu komercyjnego. Za teledysk do singla „Hop Hop Hop” Wiśniewski otrzymał nagrodę dla najbardziej kiczowatego klipu podczas 4. Festiwalu Polskich Wideoklipów „Yach Film”. Planował też wspólny występ z Serdiuczką w 52. Konkursie Piosenki Eurowizji, jednak nie doszło do realizacji projektu.

### Kariera solowa
W 2003 ukazał się jego minialbum z tangami pt. Walentynkowe hity nagrany w duecie z Violettą Villas. Wydawnictwo, wydane jako dodatek do tygodnika „Naj”, osiągnęło nakład ćwierć miliona egzemplarzy. W 2005 wziął udział w nagraniach charytatywnego singla „Pokonamy fale”, który powstał z myślą o ofiarach trzęsienia ziemi na Oceanie Indyjskim, a 6 lutego wystąpił na koncercie charytatywnym Pokonamy fale, podczas którego zebrano pieniądze na rzecz programu Adopcja na odległość wspierającego ofiary tragedii. Napisał także tekst piosenki „To się stało”, będącej coverem utworu Petera Plate’a, wykorzystanej w ścieżce dźwiękowej do filmu Sylwestra Latkowskiego Pedofile. 28 października 2008 w Teatrze Wielkim w Łodzi zagrał telewizyjny koncert „Zawsze naprzód, nigdy wstecz – Michał Wiśniewski i Przyjaciele” na Polsacie, podczas którego wykonał swoje największe przeboje.

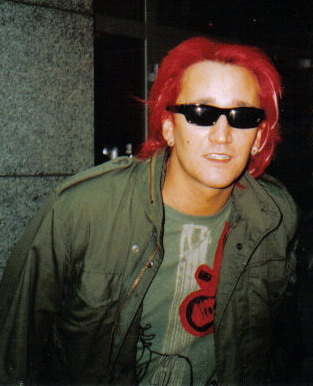
Wiśniewski (2007)

W kwietniu 2010 wydał utwór „Requiem/Katastrofa Tu154M Smoleńsk” w hołdzie ofiarom katastrofy lotniczej w Smoleńsku. W sierpniu 2010 zapowiedział nagranie płyty z poezją śpiewaną. Nawiązał współpracę z Andrzejem Wawrzyniakiem, poetą i liderem zespołu Drużyna Wawrzyna, z którym nagrał swój debiutancki album studyjny pt. Sweterek część 1, czyli 13 postulatów w sprawie rzeczywistości, wydany 21 lutego 2012. Z płytą dotarł do 43. miejsca oficjalnej listy sprzedaży. Z kolejnym, wydanym w 2013 albumem pt. La Revolucion, dotarł na 36. miejsce listy. Pierwszym singlem z płyty był utwór „Piosenka jak pocałunek”, do którego zrealizował teledysk, będący w pierwszym tygodniu po premierze najczęściej oglądanym wideoklipem w serwisie Onet.pl. Teledysk do kolejnego singla, „Filiżanka”, był szeroko krytykowany w ogólnopolskich mediach. 12 listopada wystąpił podczas koncertu w Teatrze Polskim z okazji 10-lecia działalności dziennika „Fakt”, a w grudniu wydał teledysk do świątecznego singla „Bo zimą”. W latach 2015–2017 występował podczas plenerowych koncertów pt. „Sylwestrowa moc przebojów”, których organizatorami byli włodarze miasta Katowice i telewizja Polsat.
17 czerwca 2016 wydał trzeci solowy album pt. Nierdzewny / Remixed, z którym dotarł do 43. miejsca listy sprzedaży. Płytę promował singlami „Nie zatrzymasz mnie” i „Krzyk”, który nagrał w duecie z Justyną Majkowską. Również w 2016 nagrał refren do utworu rapera Milion Terapii „Różaniec emigranta”. 18 sierpnia 2017 wystąpił podczas Festiwalu Weselnych Przebojów w Mrągowie. 20 kwietnia 2018 wystąpił jako gość muzyczny w siódmym odcinku ósmej edycji programu rozrywkowego Polsatu Dancing with the Stars. Taniec z gwiazdami. 8 września w Opolu zagrał koncert z okazji 30-lecia działalności artystycznej, w którym wzięli udział m.in. Jackiem Łągwą i Agatą Buczkowską z Ich Troje, a także Justyna Majkowska i Anna Świątczak, Etiennette i Vivienne Wiśniewskie oraz przyjaciele wokalisty: Bartek Wrona, Gabriel Fleszar i Andrzej Wawrzyniak. 26 października wydał czwarty solowy album pt. Sweterek część 2, czyli 13 postulatów w sprawie miłości, który nagrał z Andrzejem Wawrzyniakiem. Płytę promował teledyskami do singli: „Recepta na miłość” i „Zagubieni”. 31 grudnia wystąpił podczas Sylwestrowej nocy przebojów na Stadionie Śląskim w Chorzowie. 6 maja 2019 wydał singiel „Z nikim nie jest tak”, którego słowa – według wielu portali internetowych – dotyczyły Dominiki Tajner. 17 sierpnia 2019 ponownie wystąpił na Festiwalu Weselnych Przebojów w Mrągowie.
24 stycznia 2020 zaprezentował piosenkę „Piątek”, która spotkała się z pozytywną reakcją słuchaczy. W czerwcu zapowiedział wydanie solowego albumu pt. Się ściemnia, na którym miał umieścić własne interpretacje kilkunastu swoich ulubionych, polskich utworów. 22 czerwca wydał pierwszą piosenkę z płyty, cover przeboju zespołu Aya RL „Skóra”. Płyta, której premiera była planowana na jesień, nigdy się nie ukazała.
W maju 2023 wydał singiel „Ikar” nagrany w duecie z córką Etiennette, będący polskojęzycznym coverem przeboju „Viens Viens” z repertuaru Marie Laforêt. W listopadzie 2024 opublikował singel „Tam w ogrodach”, który nagrał w duecie ze Sławą Przybylską.

## Działalność aktorska
Był głównym bohaterem filmu dokumentalnego Sylwestra Latkowskiego Gwiazdor, którego premiera odbyła się 27 września 2002. Był także jednym z bohaterów kolejnego dokumentu reżysera pt. Nakręceni, czyli szołbiznes po polsku z 2003.
Za pierwszoplanową rolę Fraglesa, inteligenta uzależnionego od hazardu w komedii kryminalnej Mikołaja Haremskiego Lawstorant (2005), otrzymał tytuł najgorszego aktora w plebiscycie czytelników Wirtualnej Polski. Zagrał epizodyczną rolę Loletty Billas, transwestyty przypominającego wizerunkiem Violettę Villas w filmie Konrada Aksimowicza Zamiana (2009). Pojawił się także gościnnie w serialach: Daleko od noszy (2008), Niania (2009), Młodzi lekarze (2017) i Lombard. Życie pod zastaw (2019).
W 2018 zagrał w spektaklu kabaretowym Chory na sukces w reżyserii Stefana Friedmanna.

## Pozostałe przedsięwzięcia
W 1997 wraz z Matthiasem Reimem założył firmę Reim Music Factory zajmującą się prowadzeniem interesów Ich Troje i innymi projektami związanymi z przemysłem muzycznym, a także udostępniającą studio nagraniowe na przedmieściach Łodzi. Na początku lat 2000. otworzył oddział firmy, Karaoke Star Factory, pod której szyldem chciał organizować imprezy karaoke.
Wystąpił w wielu programach rozrywkowych o tematyce muzycznej; był jurorem w dwóch edycjach konkursu karaoke Shibuya (2006–2007) na Viva Polska, kapitanem jednej z drużyn w programie TVP2 Bitwa na głosy (2011), a także gościem programów: Szansa na sukces (2001, 2006), Przebojowe dzieci (2008) i Viva Spot (2010) zrealizowanego z okazji 200. rocznicy urodzin Fryderyka Chopina oraz jednym z komentatorów w cyklu Gwiazdy Eurowizji (2014). Zasiadł w jury drugiego półfinału Szansy na sukces (2020) wyłaniającego reprezentanta Polski w 18. Konkursie Piosenki Eurowizji dla Dzieci odbywającym się w Warszawie. W latach 2021–2022 był jurorem programu rozrywkowego Polsatu Twoja twarz brzmi znajomo.

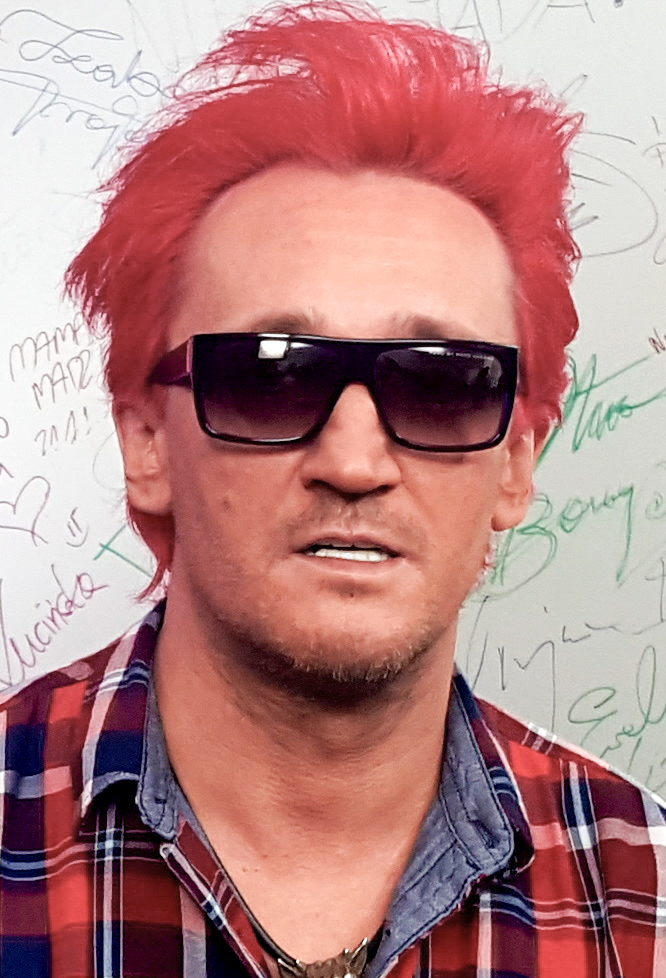
Wiśniewski (2017)

Był głównym bohaterem, a następnie też współprowadzącym reality show Jestem jaki jestem (2003–2004). Za realizację pierwszej edycji otrzymał honorarium w wysokości miliona dolarów. Współprowadził program Serce masz tylko jedno (2004), prowadził program Opowiedz nam swoją historię (2010), był jurorem w teleturnieju Gotowi na ślub (2009), bohaterem jednego odcinka W domu u... (2008), a także uczestnikiem programów Dzień kangura (2007) i Mów mi mistrzu (2017) oraz teleturniejów Big Music Quiz (2018) i To był rok! (2019). W 2005 zrealizował dla Polsatu nagrania pilotażowego odcinka talk-show Pokaż swoją prawdziwą twarz, który jednak nie trafił na antenę stacji. Gościł w talk-shows: Szymon Majewski Show (2005, 2007, 2008), Europa da się lubić (2008), Męski punkt widzenia (2010), Wielka draka o dzieciaka! (2010), Bagaż osobisty (2011), Plejada na żywo (2016), Gwiazdy Cejrowskiego (2017), The Story of My Life. Historia naszego życia (2018) i Oczami matki (2018). W 2016 był bohaterem roastu organizowanego z okazji pięciolecia działalności grupy komików Stand-Up Polska. Wielokrotnie odrzucał propozycję udziału w programie Taniec z gwiazdami. Często gości w programach porannych Dzień dobry TVN i Pytanie na śniadanie jako gość muzyczny, ekspert bądź bohater reportaży poświęconych jego życiu i działalności artystycznej.
Wystąpił w teledysku do piosenek: Aniqi „A Man Like You” (2010), Pauli Marciniak „Flashing Lights” (2010), zespołu Nocny Kochanek „Zdrajcy metalu” (2017) oraz Artura Gotza „Janusz i Grażyna” (2019), Quebonafide „Pije wóde i słucham Ich Troje” (2020).
Był jedną ze „100 najcenniejszych gwiazd polskiego show-biznesu” według danych magazynu „Forbes Polska”; jego wizerunek został wyceniony przez reklamodawców na: 737,5 tys. zł w 2006 (1. miejsce), 340 tys. zł w 2007 (62. miejsce), 415 tys. zł w 2008 (25. miejsce). W 2006 reklamował ofertę Sami swoi sieci telefonii komórkowej Plus, jednak przedsięwzięcie nie pomogło w jej promocji, przez co Polkomtel zrezygnował ze współpracy z piosenkarzem. Według „Rzeczpospolitej” Wiśniewski za udział w reklamach zainkasował 737,5 tys. zł, co uplasowało go na pierwszym miejscu listy najbardziej popularnych i najlepiej zarabiających polskich gwiazd. Trzykrotnie wystąpił również w kampanii reklamowej sieci sklepów Avans (2007–2008, 2009, 2012–2013), z czego za ostatnią zainkasował kwotę w wysokości 1 mln zł. 7 listopada 2008 wystąpił na otwarciu sklepu Mega Avansu w Koninie. Pojawił się też w reklamie firmy bukmacherskiej Unibet (2007) i SKOK Wołomin (2014).
W 2005 stworzył kolekcję ubrań RedHead by New Yorker. W październiku 2005 otworzył w Konstancinie butik „Xavier Fabienne”, dla którego projektował ubrania. W 2006 wykupił większość udziałów w warszawskim klubie Extravaganza, jednak lokal nie przyniósł zysków. Również w 2006 nawiązał współpracę z siecią kiosków Ruch, do których w ramach akcji „Ruch i Muzyka” wprowadził w niskich cenach płyty kompaktowe polskich i zagranicznych twórców, m.in. siódmy album Ich Troje pt. 7 grzechów głównych, który sprzedał się w nakładzie 200 tys. egzemplarzy. W 2008 ogłosił rozpoczęcie współpracy z siecią HMI, z którą zajmował się sprzedażą ubezpieczeń emerytalnych. W 2011 jego finansami zajęła się ówczesna narzeczona, a później żona, Dominika Tajner. W maju 2018 ogłosił upadłość konsumencką.
Jest założycielem i prezesem Polskiego Związku Pokera, właścicielem internetowego kasyna Wiśniewski Casino oraz witryn internetowych o tematyce pokerowej: Wiśniewski Pokeroraz Polish Rounders. Prowadzi transmisje z niektórych rozgrywek w serwisie Twitch.tv. Jest pasjonatem lotnictwa i akrobacji lotniczej, ma licencję pilota samolotu. Pilotażu uczył się pod okiem Lecha Marchelewskiego. Bierze również udział w rajdach samochodowych.
31 grudnia 2003 ukazało się sylwestrowe wydanie dziennika „Fakt”, w którym Wiśniewski redagował sekcję „Ludzie strony”. Od grudnia 2006 do października 2014 prowadził blog internetowy w serwisie OnetBlog, który początkowo pisał wraz z ówczesną żoną, Anną Świątczak. Jak wyjaśnił, traktował go jako „publiczną formę dementowania kłamstw na swój temat”. Dwa miesiące po otwarciu odnotowano 3 mln odwiedzin bloga. W latach 2015–2016 prowadził blog w serwisie NaTemat.pl.

## Charakterystyka muzyczna i inspiracje
Nie ma wykształcenia muzycznego. Śpiewa gardłowo. Nie uważa się za wokalistę, poza tym „woli stać na estradzie i tworzyć klimat niż przeciętnie śpiewać”. Deklaruje się jako fan opery i musicalu, który miał wpływ na jego twórczość solową i z Ich Troje. Lubi także słuchać metalu i punka, z którego – jak twierdzi – się wywodzi.

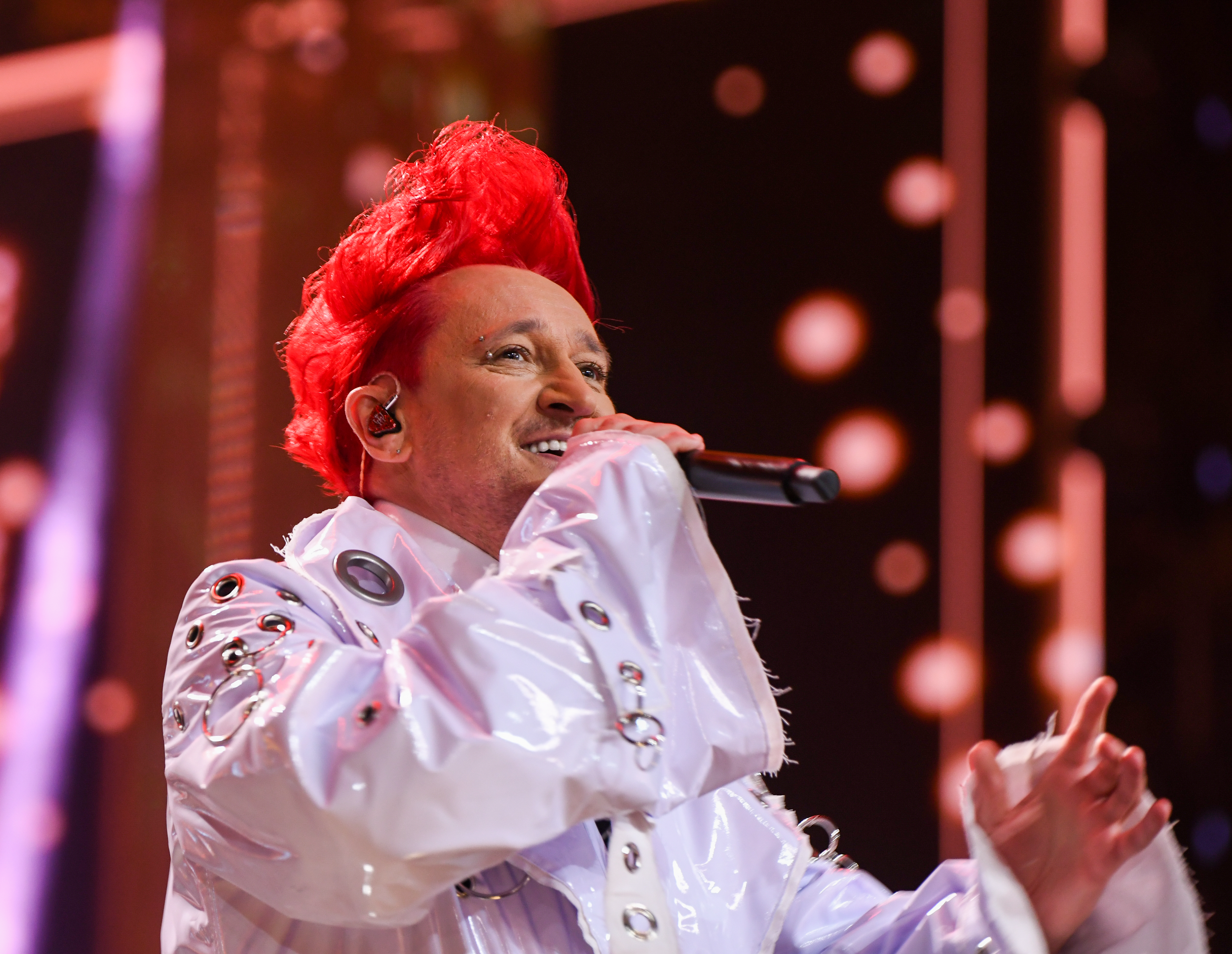
Na scenie w ramach Polsat SuperHit Festival (2023)

Z Ich Troje wykonuje piosenki głównie popowe, pop-rockowe i rockowe oraz ballady, a także utwory inspirowane rockiem gotyckim, punk rockiem i heavy metalem. Nagrywał też utwory z gatunku dance, gospel i country. Niektóre piosenki Ich Troje są, spolszczonymi przez Wiśniewskiego, coverami utworów niemieckich artystów, takich jak Die Toten Hosen, Matthias Reim, Rosenstolz, Falco, Die Ärzte czy Rich Mullins.
Pod koniec 2004 założył rockowy zespół Red Head. W 2005 zrealizował projekt Renia Pączkowska, na którego potrzeby stworzył kilkanaście utworów zachowanych w stylistyce „weselno-discopolowej” i występował na scenie jako drag queen. Solowo wydaje płyty popowe i z poezją śpiewaną. Po wydaniu albumu pt. Nierdzewny uznał, że „wraca do źródeł”.
Od początku działalności artystycznej zajmuje się pisaniem tekstów piosenek. Jako autor tekstów zadebiutował słowami do utworu „Ci wielcy”. Po rozpadzie trzeciego małżeństwa w 2009 na jakiś czas zrezygnował z pisania tekstów.
Za swój wokalny wzór uznaje Mietka Szcześniaka, określając go „najlepszym wokalistą w Polsce”. Inspiruje się również postacią Franka Sinatry oraz ceni Michała Bajora i Korę. Jest fanem twórczości poetów Marii Pawlikowskiej-Jasnorzewskiej i Wojciecha Młynarskiego, którego uważa za „geniusza”. Jak przyznaje, medialne zainteresowanie zawdzięcza Ninie Terentiew, którą nazywa swoją „medialną matką”.

## Wizerunek

### Styl i tatuaże
Styl ubierania się Wiśniewskiego jest szeroko komentowany w mediach, a jego kreacje sceniczne określane są m.in. jako „ekstrawaganckie” i „tandetne”.
Wiśniewski od 2011 nosi implanty zębów. Dużo komentarzy w mediach wywołują fryzury artysty. Ma naturalnie czarne włosy, które przefarbował na blond na potrzeby występu w musicalu The Rocky Horror Show. W pierwszych latach funkcjonowania Ich Troje znów nosił czarne włosy. Przed wydaniem albumu Ad. 4 chciał zafarbować je na niebiesko, jednak z powodu braku takiej farby postawił na czerwień. Nowa fryzura stała się jego znakiem rozpoznawczym. Pod koniec 2004 na potrzeby realizacji filmu Lawstorant wrócił do czarnych włosów. Następnie wrócił do czerwonej fryzury, a na przełomie 2004 i 2005 nosił białe pasemka. W latach 2005–2006 na potrzeby współpracy reklamowej z siecią komórkową Sami Swoi (Polkomtel SA) ufarbował włosy na zielono. W okresie promocji płyty 7 grzechów głównych przefarbował włosy na różowo/malinowo, a w 2007 na pomarańczowo (na potrzeby działań reklamowych dla sieci sklepów Avans). Następnie powrócił do czerwonych włosów, aż do 2013, kiedy przed wydaniem płyty La Revolucion przefarbował się na czarno. W tym czasie zmienił wizerunek, pozbywając się kolczyków i modyfikując styl ubioru. W 2015 powrócił do czerwonego koloru włosów.

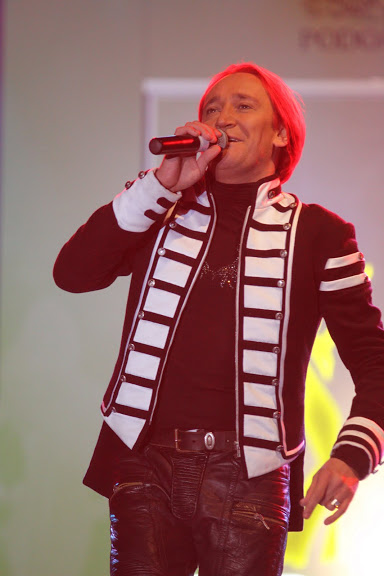
Wiśniewski (2013)

Ma na ciele kilka kolczyków (m.in. nad brwią i pod dolną wargą) oraz 14 tatuaży; ma wytatuowany m.in. wizerunek głównego bohatera filmu Maska na ramieniu (to pierwszy tatuaż Wiśniewskiego), a także logo Ich Troje (stylizowane na wzór etruski) na przedramieniu, napis „I’ll never beg for love again” na plecach, godło Polski na plecach oraz daty urodzin dzieci wraz z inicjałami ich imion. Miał również tatuaże dedykowane żonom: podobiznę trzeciej żony Anny Świątczak na łydce oraz napis „Dominika” nawiązujące do imienia czwartej żony, Dominiki Tajner; oba tatuaże przerobił po rozstaniu z partnerkami.
Media często zwracają uwagę na niepospolite, oryginalne imiona, które nadał dzieciom. Zapytany o to w wywiadzie dla Onet.pl w 2006, stwierdził: Dzieci są dla mnie czymś bardzo wyjątkowym i dlatego wybrałem imiona Xaviera, Fabienne, Etiennette, ponieważ są one bardzo rzadko używane. Przez to chciałem nadać dzieciom wyjątkowość. Ma także najmłodszą córkę o imieniu Vivienne oraz synów: Falco Amadeusa i Noëla Cloé.
W prasie często komentowane są również związki Wiśniewskiego, w tym kolejne śluby i rozwody z żonami.

### Działalność charytatywna
Wokalista prowadzi czynnie działalność charytatywną. Regularnie odwiedza podopiecznych domów dziecka i pacjentów klinik zdrowotnych. W 2004 przygotował świąteczne paczki dla podopiecznych kilku domów dziecka i od tamtej pory rokrocznie organizuje akcję bożonarodzeniową „Wiśnia dzieciom”. W 2006 przekazał na Dom Dziecka w Grotnikach honorarium w wysokości 10 tys. zł, które otrzymał za prawo do publikacji zdjęć swojej córki Etiennette na łamach dziennika „Fakt”. W styczniu 2007 przekazał placówce 2,5 tys. dol., które zebrał dzięki sprzedaży swojej kurtki podczas koncertu w New Jersey.
W kwietniu 2003 podczas pikniku „Odnawiamy nadzieję” na Torze Wyścigów Konnych Służewiec przekazał na licytację charytatywną motocykl z programu Jestem jaki jestem, a zebrane dzięki temu 3,5 mln zł zasiliły konto Fundacji TVN „Nie jesteś sam”, która przeznaczyła je na remont Centrum Zdrowia Dziecka. W styczniu 2005 zaangażował się w zbiórkę pieniędzy na rzecz ofiar tsunami na tajskiej wyspie Phuket. W trakcie trasy koncertowej Ich Troje Avans/Carlsberg Tour 2007 firma Avans miała zgodzić się na przekazanie na cele dobroczynne po 10 tys. zł za każdy z koncertów trasy, jeżeli co najmniej 20 osób przyszło na wydarzenia z włosami przefarbowanymi na pomarańczowo i niebiesko. W grudniu 2007 przekazał świąteczne paczki podopiecznym 13 wybranych domów dziecka. W 2012 przekazał 150 par butów dzieciom z ośrodka wychowawczego w Katowicach.
W 2007 pomógł Violetcie Villas, wówczas żyjącej w słabych warunkach mieszkaniowych, zapraszając ją na święta bożonarodzeniowe do swej willi.
W 2004 i 2005 występował w koncertach charytatywnych I ty możesz zostać Świętym Mikołajem. W 2008 zaangażował się w akcję dobroczynną Fundacji Polsat pt. „Wystarczy chcieć”, a w 2013 – w akcję „Pomaganie jest trendy”.

### Procesy sądowe
W latach 90. został skazany na rok i osiem miesięcy pozbawienia wolności w zawieszeniu i 450 tys. złotych kary za dopuszczenie się oszustw finansowych, przez które miał narazić łódzki oddział Telewizji Polskiej, którego ówczesnym szefem był Marek Markiewicz, na straty w wysokości kilkuset tys. złotych.
W latach 2002–2003 wszczęto dwa postępowania przeciwko Wiśniewskiemu, który miał pobić fotoreporterów.
We wrześniu 2003 został oskarżony w procesie karnym o nieumyślne uszkodzenie ciała siedemnastoletniej Moniki Obarzanek, do czego miało dojść w październiku 2001 podczas koncertu w hali Polonia w Częstochowie. Wiśniewski miał skoczyć ze sceny na publiczność, doprowadzając do wstrząśnienia mózgu oraz stłuczenia głowy, biodra i uda u poszkodowanej. Nie przyznał się do winy, a jego obrońca wnioskował o przesłuchanie świadków zdarzenia m.in. członków zespołu i pracowników ochrony. Wcześniej, w trakcie rozprawy pojednawczej w marcu 2003 Wiśniewski stwierdził, że byłby gotowy zapłacić żądaną przez poszkodowaną kwotę 50 tys. zł odszkodowania, ale nie na rzecz kobiety, a na cel społeczny, bo „nie czuje się winny sytuacji”. 25 listopada 2004 Sąd Rejonowy w Częstochowie uznał Wiśniewskiego winnym i skazał go na 6 tys. grzywny na rzecz skarbu państwa, 1,5 tys. zł nawiązki oraz pokrycie kosztów procesu; muzyk złożył apelację od wyroku i ostatecznie został uniewinniony.
W 2003 wraz z Jackiem Łągwą i wytwórnią Universal Music Polska (UMP) został pozwany przez Piotra Bogdanowicza o bezprawne wykorzystanie fragmentów jego wierszy i aforyzmów w tekście piosenki „Jeanny – End of the Story”. Po koncercie Ich Troje w 1998 w Zakładzie Karnym w Potulicach autor miał wręczyć maszynopisy Wiśniewskiemu, jednak nie zgodził się na ich wykorzystywanie, a chciał jedynie, by wokalista je przeczytał i ocenił. W lipcu 2007 adwokat Wiśniewskiego przedstawił artykuł prasowy sugerujący, że to Bogdanowicz popełnił plagiat, inspirując się w tekstach twórczością poety Józefa Barana, który potwierdził informację i również oskarżał Bogdanowicza o kradzież tekstu. Sąd Okręgowy uznał Wiśniewskiego i resztę oskarżonych winnymi bezprawnego przywłaszczenia utworu, jednak wokalista złożył wniosek do Sądu Apelacyjnego. Ten jednak 10 grudnia 2008 oddalił wniosek i podkreślił, że artysta wykorzystał utwory Bogdanowicza w zmienionej formie i treści, nie uzyskując jego zgody; Ich Troje i UMP zostali zmuszeni do wypłacenia 70 tys. zł i 2,9 tys. zł kosztów procesowych Bogdanowiczowi za naruszenie praw autorskich. Wiśniewski nie przyznał się do winy.
W październiku 2003 pozwał redakcję „Super Expressu” za artykuł pt. Niewierny, w którym napisano, że po nagraniu pierwszej edycji programu Jestem jaki jestem miał wyrzucić z posiadłości psa.
W marcu 2005 był przesłuchiwany na policji w charakterze podejrzanego o wyłudzenie poświadczenia nieprawdy w związku z rzekomym zdobyciem nielegalnie prawa jazdy na motocykl w Szkole Nauki Jazdy w Brzezinach.
W listopadzie 2006 w Prokuraturze Rejonowej w Pabianicach postawiono mu zarzut działania na szkodę spółki Reim Music Factory Polska, której był wiceprezesem w latach 1998–2002, oraz narażenie jej na straty w wysokości 3 mln zł. Groziło mu 10 lat pozbawienia wolności. W kwietniu 2007 stanął przed Sądem Rejonowym w Pabianicach, a w oświadczeniu uznał, że „kłamstwem jest informacja, jakoby w zeznaniu podatkowym za 2001 rok zaniżył wartość obrotów Reim Music, co zaowocowało tym, że w wyniku kontroli skarbowej fiskus obciążył spółkę dodatkowym podatkiem w wysokości 700 tys. zł”.
Na początku 2007 został pozwany przez swoją byłą menedżerkę, Katarzynę Kanclerz, za pomówienia, których miał dopuszczać się we wpisach na autorskim blogu internetowym.
W listopadzie 2013 poinformował o procesie karnym skierowanym przeciwko chorej psychicznie fance, która miała nękać rodzinę Wiśniewskiego.
W październiku 2021 w Prokuraturze Okręgowej Warszawa-Praga postawiono podejrzanemu zarzut niekorzystnego rozporządzenia mieniem znacznej wartości (art. 286 k.k. w zw. z art. 294 k.k.) SKOK Wołomin na kwotę 2,8 miliona złotych. Na podejrzanego nałożono zakaz kontaktowania się z określonymi osobami oraz zakaz opuszczania kraju z zatrzymaniem paszportu. W październiku 2023 zapadł wyrok w tej sprawie. Sąd uznał, że oskarżony jest winny zarzucanych mu czynów i wymierzył mu karę 1,5 roku pozbawienia wolności, grzywnę w wysokości 80 tysięcy złotych i nakazał pokrycie kosztów procesowych.

## Wpływ na popkulturę
Nazywany jest najbardziej kontrowersyjnym artystą polskiej sceny rozrywkowej oraz jedną z najbardziej charakterystycznych i ekscentrycznych osób z polskiego show-biznesu. Uchodzi również za jedną z najpopularniejszych osób publicznych w Internecie, a także za skandalistę, osobę skupiającą na sobie uwagę mediów oraz znaną z sensacji obyczajowych i pikantnych wypowiedzi, m.in. o innych bohaterach show-biznesu. W ankiecie sporządzonej przez Instytut ARC Rynek i Opinia w 2010 zajął trzecie miejsce w rankingu „najbardziej irytujących gwiazd”, zdobywszy ok. 58% głosów wszystkich badanych, jak też drugie miejsce w rankingu „gwiazd, które szczyt kariery ma już za sobą” (57,8% głosów).
Mateusz Witkowski z serwisu popmoderna.pl w artykule poświęconym zespołowi Ich Troje nakreślił cechy charakterystyczne Wiśniewskiego, które – według autora – miały znaczący wpływ na sukces, jaki odniósł: „(…) w zręczny sposób odgrywał, rozgrywał rozmaite, mniej lub bardziej lokalne toposy i narracje, którymi żywiła się od dawna popkultura. (...) Pierwszy z nich to lennonowski mit porzuconego chłopca. O trudnym dzieciństwie wokalisty słyszał każdy, bo i nie dało się o nim nie usłyszeć. (...) Z odrzuceniem, brakiem domu i niezbędną w tym wypadku samodzielnością wiąże się z kolei mit self-made mana. Wiśniewski wchodził jednak do show-biznesu jako młody przedsiębiorca, jako facet znikąd, który odniósł względny sukces finansowy”. Fenomen Michała Wiśniewskiego opisali socjolodzy Agnieszka Zielonka-Sujkowska i Artur Górecki, którzy stwierdzili: Fenomen buduje się na atrakcyjnych społecznie cechach. Z jednej strony – żywiołowość, ale z drugiej – ciepło i przywiązanie do rodziny. Michał Wiśniewski spełnia idealnie te wymagania. Specjalista od wizerunku i promocji Bartłomiej Zobek stwierdził za to, że „Wiśniewski ma w sobie sporo ze współczesnego polityka, który wyznaje zasadę: nieważne, co mówią, ważne, że mówią. No, i koniecznie w telewizji. To fenomen, kontrowersyjna postać, ale takich właśnie wyrazistych ludzi media uwielbiają. I on doskonale zdaje sobie z tego sprawę”. Paweł Piotrowicz na łamach serwisu Onet.pl określił Wiśniewskiego jako „bardzo sympatycznego rozmówcę, który nie unika odpowiedzi na żadne, nawet te niewygodne pytania”. Rafał Skrzeczka przygotował dla serwisu listę „dziesięciu powodów, by lubić Michała Wiśniewskiego”, wśród których wymienił m.in. bycie „outsiderem” i showmanem, a także brak obaw przed krytyką innych celebrytów oraz sukces w Konkursie Piosenki Eurowizji.
Był pierwszym polskim artystą, który wizualizował występy sceniczne, tzn. angażował tancerzy i wykorzystywał efekty pirotechniczne na koncertach w całym kraju. Zdaniem mediów w trakcie występów posługiwał się „monstrualnym kiczem”, za który część odbiorców go ceniła, a cześć krytykowała. Sylwester Latkowski po premierze swojego filmu dokumentalnego Gwiazdor (2003) o Wiśniewskim stwierdził, że artysta „na Zachodzie Europy czy w Stanach Zjednoczonych byłby najprawdopodobniej człowiekiem sukcesu”. W 2004 został uznany „najstraszliwszą postacią show-biznesu” podczas Letniego Festiwalu Grozy w Toruniu.
Wiśniewski jest jedynym polskim celebrytą, który zrealizował własne, codzienne reality show w telewizji. Program Jestem jaki jestem był emitowany w TVN w latach 2003–2004 i doczekał się dwóch edycji.

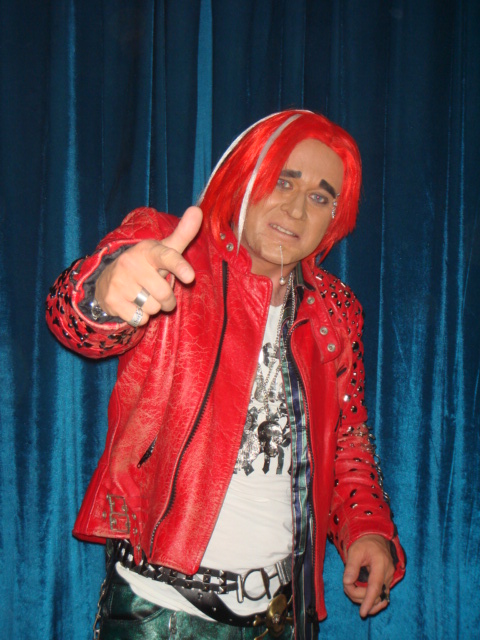
Wojciech Kalarus w charakteryzacji na Michała Wiśniewskiego

Wiśniewski został dwukrotnie sparodiowany w Rozmowach w tłoku, końcowej części programu Szymon Majewski Show, gdzie w jego rolę wcielał się Wojciech Kalarus. Ponadto w postać artysty wcielili się m.in. Przemysław Kossakowski w programie TTV Kossakowski. Być jak..., Marek Kaliszuk, Joanna Jabłczyńska, Filip Lato, Paweł Góral i Patryk Cebulski w programie rozrywkowym Polsatu Twoja twarz brzmi znajomo, Mariusz Pudzianowski w programie Polsatu Tylko nas dwoje, Paweł Konnak w programie Gwiazdy tańczą na lodzie, Waldemar Sierański podczas Kabaretu na żywo, Szymon Majewski w parodii teledysku do piosenki „Filiżanka” i Michał Sieńkowski w programie rozrywkowym Polsatu Przeboje z drugiej ręki.
W 2003 został bohaterem książki Davida Schaha pt. Ich, którą wydał na niemieckim rynku Alfred Reimann, były wspólnik Michała Wiśniewskiego. W publikacji, która ukazała się w Polsce pt. Ich Troje – Cała prawda o Michale Wiśniewskim, autor opisał m.in. szczegóły interesów prowadzonych z Wiśniewskim. Rozmowę artysty o ojcu i ojcostwie opublikowano w książce Soni Ross pt. Tata, wydanej w 2012 przez Wydawnictwo Prószyński i S-ka.
21 stycznia 2005 w galerii Okna została otwarta wystawa Kamila Dąbrowskiego Było jak było, której bohaterem był Wiśniewski. Instalacja obejmowała fresk przedstawiający podobiznę artysty oraz okładki płyt Ich Troje zaprojektowane przez artystę, ilustracje do tekstów czy plakaty. Podpis Wiśniewskiego został częścią wystawy Czy mogę prosić o autograf?, prezentowanej w Muzeum Polskiej Piosenki w Opolu.

## Życie prywatne

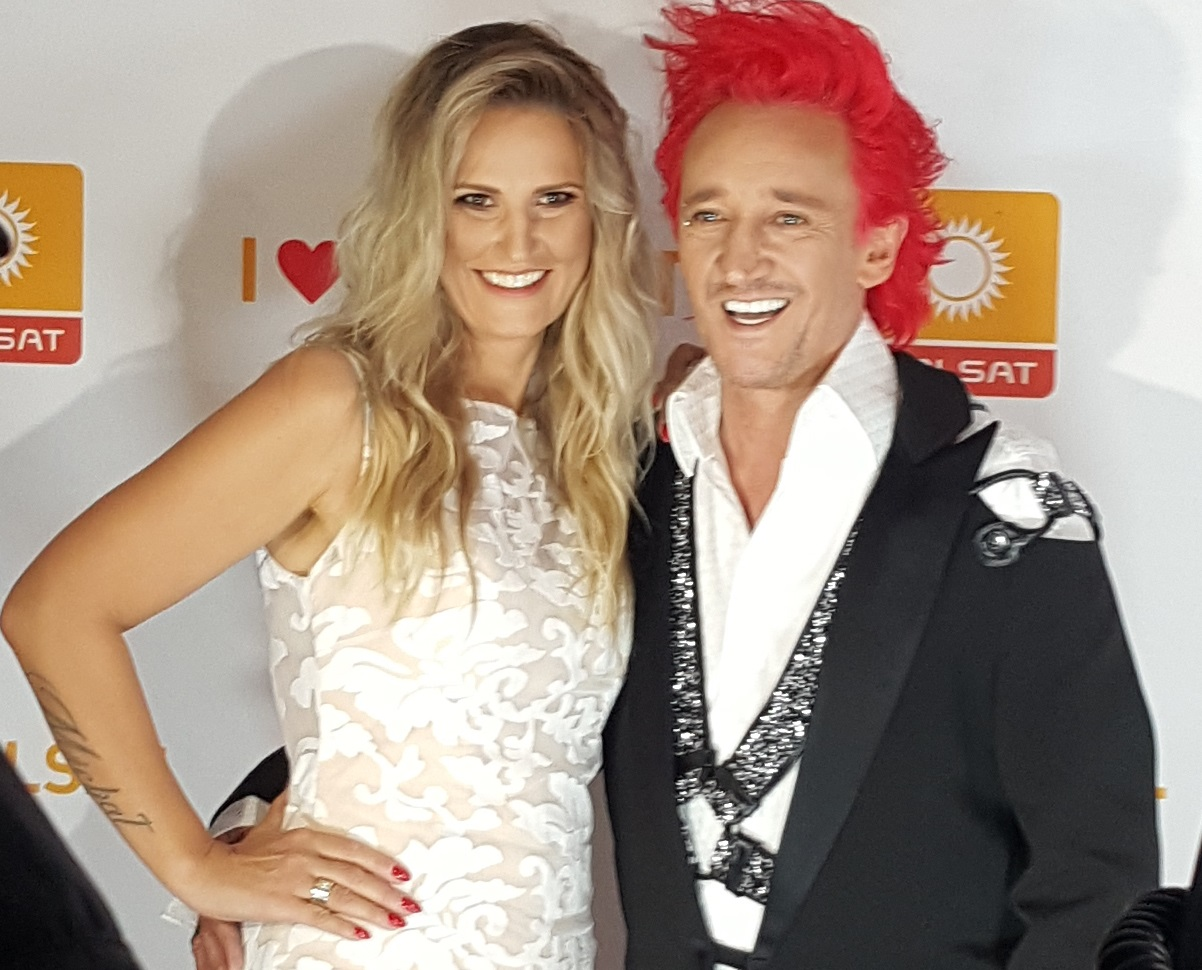
Michał Wiśniewski z ówczesną żoną Dominiką Wiśniewską (2018)

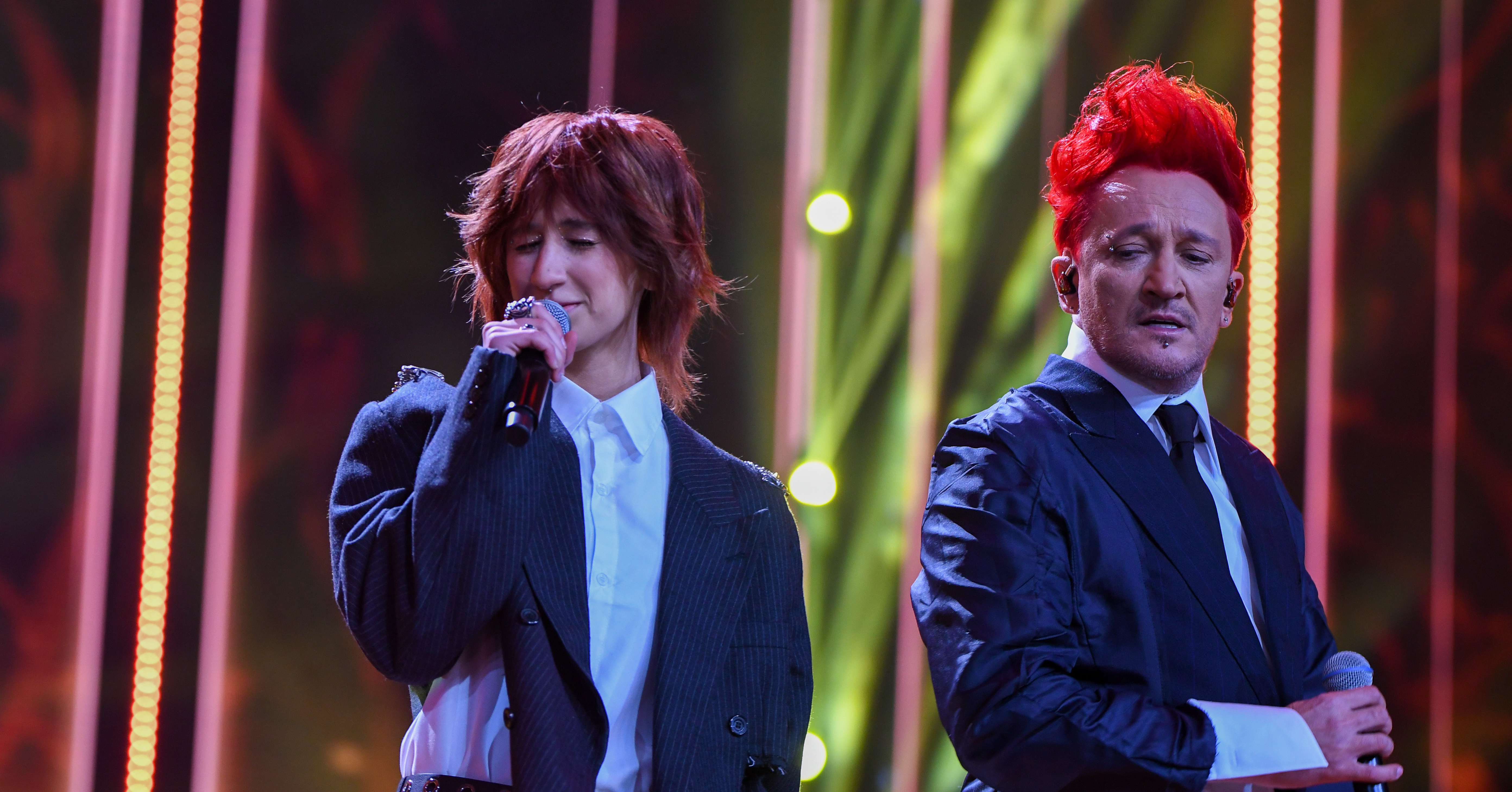
Na scenie z córką Etiennette (2023)

W przeszłości miewał relacje homoseksualne. W latach 1996–2001 był żonaty z Magdą Femme. Zgodnie ze słowami piosenkarki, małżeństwo było ukrywane przed mediami z obawy o rosnącą ówcześnie popularność Ich Troje. 11 lutego 2002 wziął ślub cywilny z Martą Mandaryną Mandrykiewicz, a 10 grudnia 2003 w Kirunie wziął z nią ślub kościelny, który 11 dni później był retransmitowany na TVN, a fotorelacja z uroczystości została opublikowana w dzienniku „Fakt”. Mają dwoje dzieci, Xaviera Michała (ur. 24 czerwca 2002) i Fabienne Martę (ur. 21 sierpnia 2003). Rozwiedli się 18 kwietnia 2006. 29 lipca 2006 w swojej posiadłości w Magdalence wziął ślub z Anną Świątczak, a 10 marca 2007 wzięli ślub kościelny w kapliczce Little Church w Las Vegas. Mają dwie córki, Etiennette Annę (ur. 17 września 2006) i Vivienne Viennę (ur. 2 lutego 2008). Rozwiedli się 28 czerwca 2011.
30 czerwca 2012 poślubił Dominikę Tajner, córkę Apoloniusza Tajnera, ówczesnego prezesa Polskiego Związku Narciarskiego. Razem wychowywali jej syna Maksymiliana z pierwszego małżeństwa. 12 marca 2019 Tajner-Wiśniewska poinformowała o złożeniu pozwu rozwodowego przez męża, a 30 września 2019 się rozwiedli. Następnie związał się z Polą, której oświadczył się w grudniu 2019 i którą poślubił w marcu 2020, ale z uwagi na pandemię COVID-19 wesele odbyło się ponad dwa lata później wraz z odnowieniem przysięgi małżeńskiej. Mają dwóch synów, Falco Amadeusa (ur. 29 stycznia 2021) i Noëla Cloé (ur. 16 maja 2023).
Mieszka w willi w Magdalence. Miał również willę w Łazach.
Cierpi na łuszczycę. W czerwcu 2012 przeszedł operację wycięcia złośliwego guza podskórnego na pośladku. Jest niepijącym alkoholikiem.
Deklaruje się jako „skrajnie nastawiony liberał” i przeciwnik rządów Prawa i Sprawiedliwości. Jest protestantem. Wszystkie dzieci starał się wychować w duchu chrześcijaństwa.

## Dyskografia
Albumy studyjne
| Rok  | Tytuł | Pozycja na liście |
| Rok  | Tytuł | POL               |
| ---- | --- | ----------------- |
| 2012 | Sweterek część 1, czyli 13 postulatów w sprawie rzeczywistości - Data: 21 lutego 2012 - Wydawca: EMI Music Poland | 43                |
| 2013 | La Revolucion - Data: 26 listopada 2013 - Wydawca: My Music                                                       | 36                |
| 2016 | Nierdzewny / Remixed (Michał Wiśniewski i Ich Troje) - Data: 17 czerwca 2016 - Wydawca: Tajner.Co                 | 43                |
| 2018 | Sweterek część 2, czyli 13 postulatów w sprawie miłości - Data: 26 października 2018                              |                   |

Albumy koncertowe
| Rok  | Tytuł                  |
| ---- | ---------------------- |
| 2017 | Sweterek w Teatrze STU |
| 2019 | Wiśniewski Akustycznie |

Kompilacje
| Rok  | Tytuł                                  |
| ---- | -------------------------------------- |
| 2018 | 30 lat na scenie Michała Wiśniewskiego |

Minialbumy
| Rok  | Tytuł                                                                          |
| ---- | ------------------------------------------------------------------------------ |
| 2003 | Walentynkowe hity - wydany w nakładzie 250 000 jako dodatek do tygodnika „Naj” |

## Filmografia
Filmy
- Gwiazdor (2002, reżyseria: Sylwester Latkowski) jako on sam
- Nakręceni, czyli szołbiznes po polsku (2003, reżyseria: Sylwester Latkowski) jako on sam
- Lawstorant (2005, reżyseria: Mikołaj Haremski) jako Tadeusz Czaplicki "Fragles"
- Zamiana (2009, reżyseria: Konrad Aksinowicz) jako transwestyta

Seriale
- Daleko od noszy (2008) jako Śniacz (odc. 157)
- Niania (2009) jako pilot (odc. 114)
- Młodzi lekarze (2017)
- Lombard. Życie pod zastaw (2019) jako on sam

## Nagrody i wyróżnienia
| Rok  | Kategoria                  | Tytułem                                               | Konkurs/Nagroda                                                  | Nota      | Źródło  |
| ---- | -------------------------- | ----------------------------------------------------- | ---------------------------------------------------------------- | --------- | ------- |
| 2001 | Grand Prix                 | „Powiedz”                                             | Nagroda publiczności – XXXVIII KFPP w Opolu                      | Wygrana   | [ 34 ]  |
| 2001 | Grand Prix                 |                                                       | Nagroda publiczności – Festiwal Krajów Nadbałtyckich w Karlshamn | Wygrana   |         |
| 2001 | Grand Prix                 | Grand Prix Festiwalu Krajów Nadbałtyckich w Karlshamn | Wygrana                                                          |           |         |
| 2001 | Grupa roku                 | Ich Troje                                             | Fryderyki 2001                                                   | Nominacja | [ 366 ] |
| 2001 | Album roku – Pop           | Ad. 4                                                 | Fryderyki 2001                                                   | Nominacja | [ 366 ] |
| 2002 | Grupa roku                 | Ich Troje                                             | Fryderyki 2002                                                   | Nominacja | [ 367 ] |
| 2002 | Najlepsza kreacja aktorska | „Tango straconych”                                    | XI Festiwal Videoclipów Yach Film 2002                           | Wygrana   |         |
| 2002 | Najlepszy zespół           | Ich Troje                                             | Superjedynki XXXIX KFPP w Opolu                                  | Wygrana   | [ 35 ]  |
| 2002 | Przebój roku               | „Powiedz”                                             | Superjedynki XXXIX KFPP w Opolu                                  | Wygrana   | [ 35 ]  |
| 2002 | Najlepsza płyta popowa     | Ad.4                                                  | Superjedynki XXXIX KFPP w Opolu                                  | Wygrana   | [ 35 ]  |
| 2002 | Wydarzenie roku            | Sukces zespołu Ich Troje                              | Superjedynki XXXIX KFPP w Opolu                                  | Wygrana   | [ 35 ]  |
| 2002 | Wokalista roku             |                                                       | Mikrofony Popcornu                                               | Wygrana   |         |
| 2002 | Zespół roku                | Ich Troje                                             | Mikrofony Popcornu                                               | Wygrana   |         |
| 2002 | Piosenka roku              | „Powiedz”                                             | Mikrofony Popcornu                                               | Wygrana   |         |
| 2003 | Zespół roku                | Ich Troje                                             | Mikrofony Popcornu                                               | Wygrana   | [ 368 ] |
| 2003 | Wokalista roku – Polska    |                                                       | Mikrofony Popcornu                                               | Wygrana   | [ 368 ] |
| 2003 | Płyta pop                  | Po piąte... A niech gadają!                           | Superjedynki XL KFPP w Opolu                                     | Wygrana   | [ 36 ]  |
| 2004 | Muzyka                     | Ich Troje                                             | Telekamery 2004                                                  | Nominacja |         |
| 2004 | Wydarzenie roku            |                                                       | Eska Music Awards 2004                                           | Wygrana   | [ 369 ] |
| 2018 | Korona Kielc               |                                                       | Festiwal Muzyki Radiowej w Kielcach                              | Wygrana   | [ 370 ] |